# Efemerális dolgok

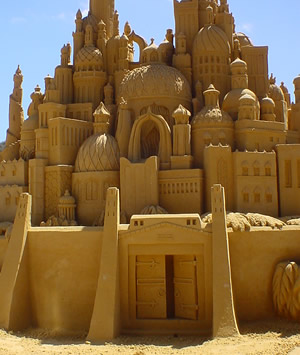
Homokvár

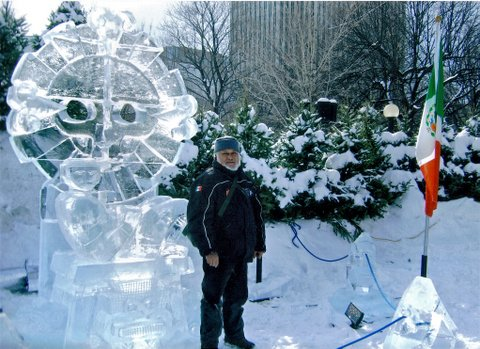
Jégszobor

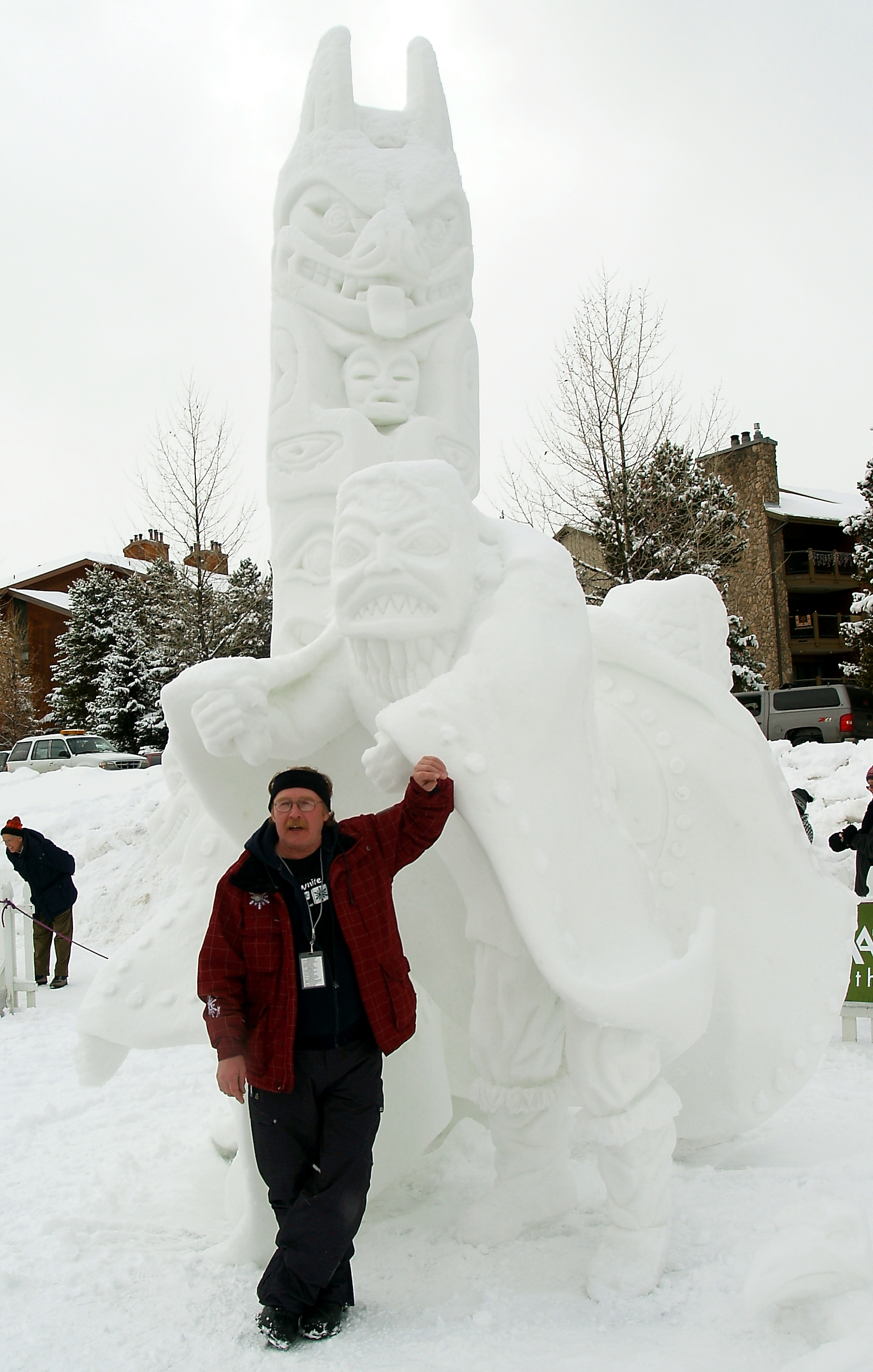
Hószobor

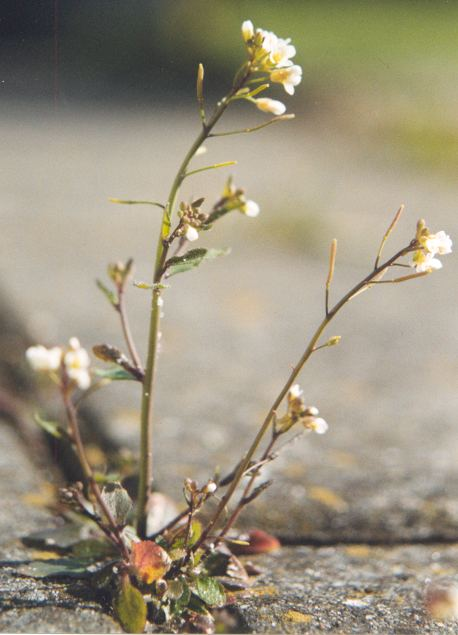
Lúdfű

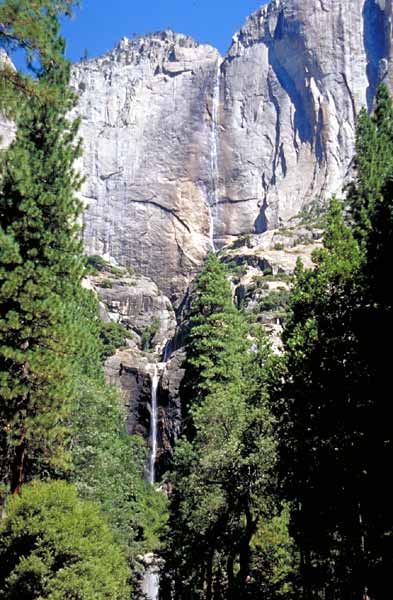
Lépcső vízesés, Yosemite National Park

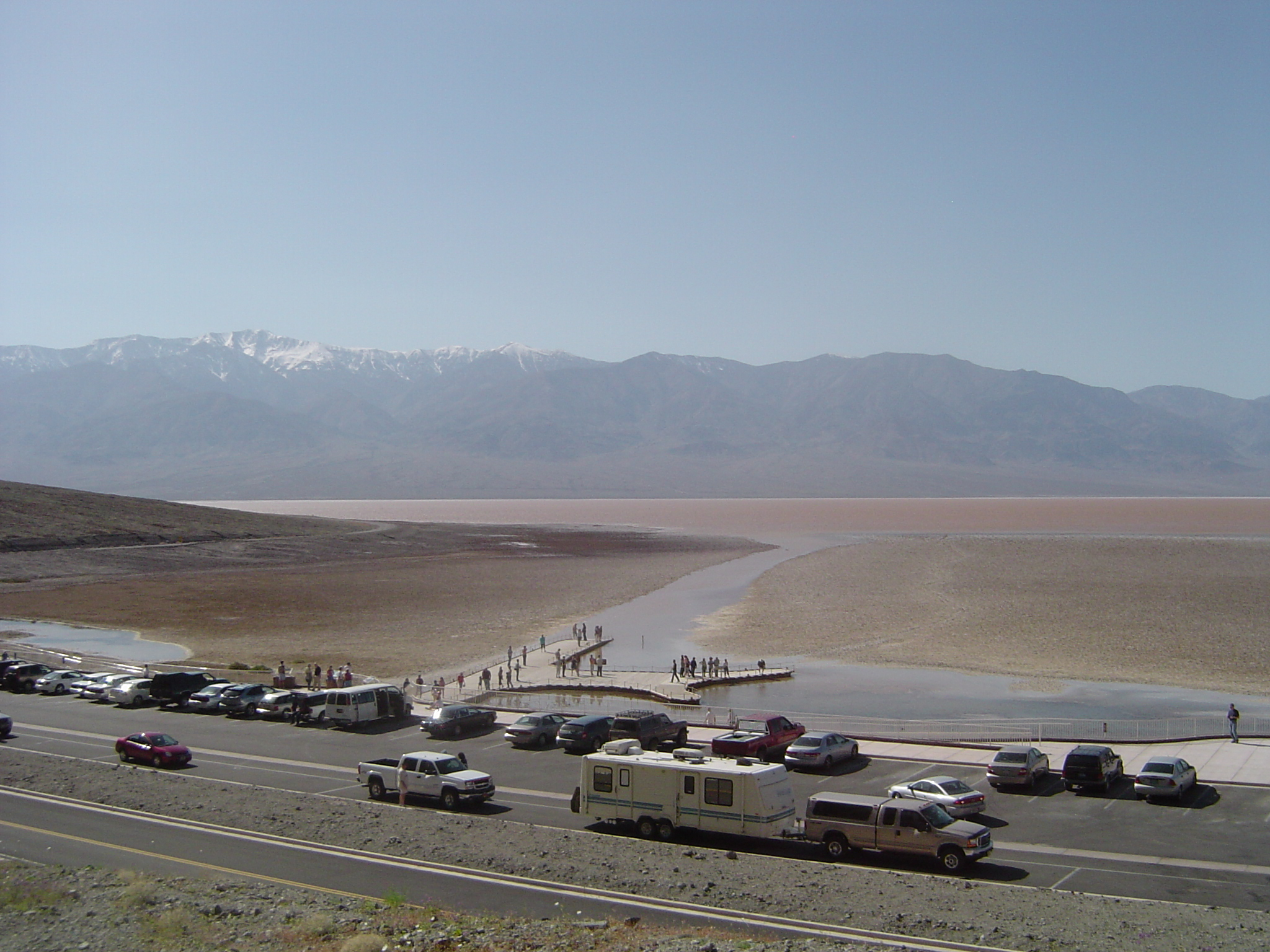
Badwater, Death Valley

Efemerális dolgok átmeneti, időleges jelenségek, melyek rövid ideig léteznek. (A szó  a görög εφήμερος – ephemeros-ból származik, melynek jelentése:'csak 1 napig létezik'.) Tipikusan természeti jelenségekre használják a kifejezést, de számos más efemerális dolog létezik.

## Földrajzi példák
Efemerális természeti jelenségek a rövid ideig létező patakok, tavak, folyók, melyek a hó elolvadása, vagy heves esőzés után néhány óráig, napig léteznek, majd kiszáradnak.
- Folyók: Luni-folyó (India), Ugab-folyó (Namibia), Todd-folyó, Sandover-folyó, Son-folyó (Ausztrália).
- Tavak: Carnegie-tó,  Cowal-tó (Ausztrália), Sevier-tó (Utah, USA), Badwater-medence (Death Valley, USA)
- Lépcső-vízesés: Yosemite National Park (Yosemite-vízesés, nyáron többször kiszárad).
- Szigetek: Banua Wuhu és Home Reef (Indonézia), ezek a szigetek a vulkáni tevékenység következtében kiemelkednek az óceánból, majd néhány év után eltűnnek az erózió miatt. Bassas da India atoll (Madagaszkár), csak aszálykor látszik.

### A kis hercegben
A kis herceg így ír a földrajzilag efemerális dolgokról (az eredeti francia műben éphémère):
– Egy virágom is van.

– A virágokat nem jegyezzük föl – mondta a geográfus.

– Miért nem? Hiszen az a legszebb rajta!

– Mert a virágok múlékonyak.

– Mit jelent az, hogy „múlékony”?

– A földrajzkönyvek – mondta a földrajztudós – a világ legértékesebb könyvei. Nem avulnak el soha. Fölöttébb ritkán fordul elő, hogy egy hegy megváltoztassa a helyét. Fölöttébb ritka dolog az is, hogy egy óceánnak kiapadjon a vize. Mi csak örök dolgokat írunk le.

– De a kialudt vulkán egyszer csak működni kezdhet – szólt közbe a kis herceg. – Mit jelent az, hogy „múlékony”?

– Számunkra teljességgel mindegy, hogy egy vulkán kialudt-e, vagy működik – felelte a geográfus. – Nekünk csak a hegy számít. Az pedig nem változik.

– De mit jelent az, hogy „múlékony”? – makacskodott a kis herceg, mert ha egyszer föltett egy kérdést, nem tágított tőle soha többet.

– Azt jelenti, hogy előbb-utóbb megsemmisül.

– Az én virágom előbb-utóbb megsemmisül?

– Úgy bizony.

„Múlékony a virágom – gondolta a kis herceg –, s mindössze négy tüskéje van, hogy a világtól védekezzék! És én magára hagytam otthon!”

Most érzett először valami lelkifurdalás-félét. De nyomban összeszedte magát.

## Biológiai példák
Számos növény évekig csak mag állapotban létezik, és a kedvező körülményekre vár, hogy szárba szökkenjen, ilyen például a lúdfű. 
Az állatvilágban is van példa: a sórák csak kedvező körülmények között fejlődik ki; a kérészek közé tartozó tiszavirág csak rövid ideig él a víz felett.

## Műalkotások
Tipikus efemerális műalkotások a homokból, hóból vagy jégből készült szobrok.

## Egyéb efemerális dolgok
Ilyen például a ‘boldogság’, mely nem egy állandó állapot az emberek életében.
Számítástechnikában a DHCP (Dynamic Host Configuration Protocol): A dinamikus állomáskonfiguráló protokoll egy hálózati kommunikációs protokoll, mely segítségével a felhasználó automatikusan kap IP-címet, mely újraindításkor megváltozhat (szemben az állandó IP-címmel rendelkező felhasználóval).
Efemerális kulcs: titkosító kulcs egyszeri használatra
Efemerális kód: banki átutaláskor, egyszeri használatra, adott ideig érvényes kód